# قانون حقوق النسخ 1976
قانون حقوق النسخ 1976 أو قانون حقوق النسخ لعام 1976 (بالإنجليزية: The Copyright Act of 1976)‏ هو قانون حقوق التأليف والنشر في الولايات المتحدة ويبقى الأساس الأولى لقانون حفظ النشر في الولايات المتحدة، وقد تم التعديل عليه عدة مرات. القانون يسرد الحقوق الأساسية لأصحاب حقوق الحفظ والنشر، ويتضمن استخدام الأستخدام العادل.